# Peregrina
Peregrina là một chi thực vật có hoa trong họ Malpighiaceae.

## Loài
Chi Peregrina gồm các loài:
- Peregrina linearifolia